# Índex de superfície foliar
L'Índex de superfície de la fulla, an anglès:Leaf area index (LAI) és una quantitat sense dimensions que caracteritza les capçades (dosser) de les plantes. Es defineix com la superfície verda de la fulla d'un sol costat per unitat d'àrea de superfície de terra (LAI = leaf area / ground area, m² / m²) en les capçades d'arbres de fulla ampla (latifolis)
Per a les coníferes, s'han utilitzat tres definicions per al LAI:
- La meitat de la superfície total de la fulla acicular per unitat d'àrea de superfície de terra[2]
- Superfície projectada acicular per unitat de superfície de terra (o en un sol costat, d'acord amb la definició per la capçada dels latifolis)
- Superfície total acicular per unitat de superfície de terra.

L'índex de superfície de fulla, LAI, oscil·la des de 0 (terra sense vegetació) fins a més de 10 (boscos densos de coníferes).

## Interpretació i aplicació de LAI

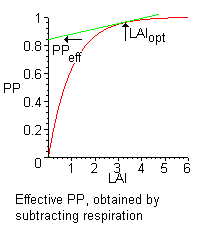

L'índex de superfície de fulla es fa servir per a la predicció de la producció primària fotosintètica, l'evapotranspiració i com eina de referència per al creixement dels conreus. El LAI té un paper essencial en la producció ecològica teòrica. Hi ha una relació exponencial inversa entre LAI i la intercepció de la llum, la qual és linearment proporcional a la taxa de producció primària:
{\displaystyle P=P_{\max }\left(1-e^{-c\cdot LAI}\right)}
on Pmax designa la producció primària màxima i {\displaystyle c} designa un coeficient de creixement específic del conreu. Aquesta funció exponencial inversa s'anomena Funció de la producció primària.

## Determinació de l'índex de superfície foliar, LAI
El LAI es pot determinar directament prenent una mostra estadísticament significativa de fullesde la capçada, mesurant la superfície de la fulla per la mostra i dividint per la superfície de terra. Hi ha també mètodes indirectes que mesuren la geometria de la capçada o l'extinció de la llum i la relacionen amb el LAI.
El desavantatge dels mètodes de mesurar el LAI directes és que són destructius, necressiten molt de temps i són cars de realitzar.
Pel que fa al mètodes indirectes, en alguns casos poden sbestimar el valor de LAI qun les capçades són molt denses i que no tenen en compte les fulles que se sobreposen les unes amb les altres.

## Exemples
| Lloc                       | LAI   |
| -------------------------- | ----- |
| Un camp de conreu (hivern) | 0,2   |
| Prat intensiu (estiu)      | 7     |
| Praderia ordinària         | 1-2   |
| Bosc de coníferes          | 5     |
| Bosc d'avet Douglas        | 10-13 |
| Picea                      | 5-10  |
| Fageda (estiu)             | 6-8   |
| Quercus                    | 5-7   |
| Pi roig                    | 3-4   |
| Làrix europeu              | 2-4   |
| Fageda (hivern)            | 0,2   |
| Dacsa (32 plantes/m²)      | 10    |
| Dacsa (8 Plantes/m²)       | 4     |